# Ajaniopsis penicilliformis
 Ajaniopsis penicilliformis  C.Shih, 1978 è una specie di piante angiosperme dicotiledoni della famiglia delle Asteraceae, sottofamiglia Asteroideae,  tribù Anthemideae (clade Asian-southern African grade) e sottotribù Artemisiinae.  Ajaniopsis penicilliformis è anche l'unica specie del genere  Ajaniopsis  C.Shih, 1978.

## Etimologia
Il nome generico (Ajaniopsis ) deriva dal nome del genere botanico Ajania, un nome probabilmente derivato da una lingua asiatica indicante un "fiore giallo". L'epiteto specifico ( penicilliformis) deriva dal latino "penicillus" (= pennello o matita di peli) e indica che la pianta ha un ciuffo di peli un po' simile a un pennello.
Il nome scientifico della specie è stato definito dal botanico Chu Shih (1934-2005) nella pubblicazione " Acta Phytotaxonomica Sinica. [Chih su fen lei hsüeh pao.]. Beijing" (Acta Phytotax. Sin. 16(2): 87) del 1978. Il nome scientifico del genere è stato definito nella stessa pubblicazione.

## Descrizione
Portamento. Le specie di questa voce è un'erba annuale. L'indumento consiste in brevi peli ghiandolari (medifissi o basifissi - secondo il tipo di attaccatura) o anche di altro tipo (stellato o tomentoso).
Fusto. La parte aerea in genere è eretta, semplice o ramosa. 
Foglie. Le foglie lungo il caule sono disposte in modo alterno con lamina pennata o poco lobata.
Infiorescenza. Le sinflorescenze sono formate da piccoli capolini raccolti in modo corimboso lasso. Le infiorescenze vere e proprie sono composte da un capolino terminale peduncolato di tipo disciforme (i fiori sono eterogami). I capolini sono formati da un involucro, con forme emisferiche, composto da diverse brattee, al cui interno un ricettacolo fa da base ai fiori di due tipi: fiori del raggio (qui assenti) e fiori del disco. Le brattee, piatte e a consistenza erbacea, sono disposte in modo più o meno embricato su 2 serie. Il ricettacolo, convesso, è sprovvisto di pagliette avvolgenti la base dei fiori. Le brattee al margine a volte sono scariose e colorate di bruno. Diametro degli involucri: 4 - 5 mm.
Fiori.  I fiori sono tetra-ciclici (formati cioè da 4 verticilli: calice – corolla – androceo – gineceo) e pentameri (calice e corolla formati da 5 elementi). Si distinguono in:
- fiori del raggio (esterni): sono assenti;
- fiori del disco (centrali): sono più numerosi con forme brevemente tubulose (attinomorfe); quelli centrali sono ermafroditi e fertili; quelli più esterni sono femminili e fertili.

- Formula fiorale:

*/x K {\displaystyle \infty }, [C (5), A (5)], G 2 (infero), achenio
- Calice: i sepali del calice sono ridotti ad una coroncina di squame.

- Corolla: (solo fiori del disco) la forma è tubulare bruscamente divaricata in più lobi; la riga più esterna dei fiori ha fino a 2 lobi oppure l'apice è affusolato con superfici densamente pelose; i fiori più centrali hanno 5 lobi; i lobi, patenti o eretti, hanno una forma deltata o più o meno lanceolata; il colore in genere è giallo.

- Androceo: l'androceo è formato da 5 stami (alternati ai lobi della corolla) sorretti da filamenti generalmente liberi e sottili; gli stami sono connati e formano un manicotto circondante lo stilo. Le antere possono essere sia di tipo basifissa che medifissa (ossia attaccate al filamento per la base – nel primo caso; oppure in un punto intermedio – nel secondo caso).[15] Questa caratteristica ha valore tassonomico in quanto distingue i generi gli uni dagli altri. Normalmente le antere variano da ottuse (specialmente in queste piante) a leggermente appuntite alla base (o anche caudate); in alcune casi le appendici sono triangolari. Il tessuto endoteciale (rivestimento interno dell'antera) non è polarizzato. Il polline è sferico con un diametro medio di circa 25 micron;  è tricolporato (con tre aperture sia di tipo a fessura che tipo isodiametrica o poro) ed è più o meno echinato (con punte sporgenti).

- Gineceo: l'ovario è infero uniloculare formato da 2 carpelli. Lo stilo (il recettore del polline) è profondamente bifido (con due stigmi divergenti) e con le linee stigmatiche marginali separate o contigue. I due bracci dello stilo hanno una forma troncata e possono essere papillosi o ricoperti da ciuffi di peli.

Frutti. I frutti sono degli acheni senza pappo. Gli acheni hanno una forma obovoide con 3 - 6 coste; l'apice in genere è arrotondato. Il pericarpo, sottile, può possedere delle cellule mucillaginifere, mentre le sacche di resina sono assenti.

## Biologia
Impollinazione: tramite insetti (impollinazione entomogama tramite farfalle diurne e notturne).

Riproduzione: la fecondazione avviene fondamentalmente tramite l'impollinazione dei fiori.

Dispersione: i semi cadono a terra e vengono dispersi soprattutto da insetti come formiche (disseminazione mirmecoria). Un altro tipo di dispersione è zoocoria: gli uncini delle brattee dell'involucro (se presenti) si agganciano ai peli degli animali di passaggio che portano così i semi anche su lunghe distanze. Inoltre per merito del pappo (se presente) il vento può trasportare i semi anche per alcuni chilometri (disseminazione anemocora).

## Distribuzione e habitat
La specie di questa voce è distribuita nel Tibet.

## Sistematica
La famiglia di appartenenza di questa voce (Asteraceae o Compositae, nomen conservandum) probabilmente originaria del Sud America, è la più numerosa del mondo vegetale, comprende oltre 23.000 specie distribuite su 1.535 generi, oppure 22.750 specie e 1.530 generi secondo altre fonti (una delle checklist più aggiornata elenca fino a 1.679 generi). La famiglia attualmente (2021) è divisa in 16 sottofamiglie; la sottofamiglia Asteroideae è una di queste e rappresenta l'evoluzione più recente di tutta la famiglia.

### Filogenesi
l gruppo di questa voce è descritto nella tribù Anthemideae, una delle 21 tribù della sottofamiglia Asteroideae). In base alle ultime ricerche nella tribù sono stati individuati (provvisoriamente) 4 principali lignaggi (o cladi): "Southern hemisphere grade", "Asian-southern African grade", "Eurasian grade" e "Mediterranean clade". Il genere  Ajaniopsis (insieme alla sottotribù Artemisiinae) è incluso nel clade Asian-southern African grade..
I caratteri distintivi della specie  Ajaniopsis penicilliformis sono:
- il portamento è erbaceo annuale;
- le sinflorescenze sono dei corimbi lassi o densi.